# دجاج سومطرا
دجاج سومطرا هي سلالة نادرة من الدجاج، وترتبط ارتباط وثيق بالطيور البرية. تتميز بذيولها الطويلة التي تعطيها شكل الطاووس. والملاحظ أنها لسيت جيده في إنتاج اللحم فوزنها ضعيف نسبيا، كما أن وضعها للبيض قليل مقارنة بباقي الأنواع اللاحمة والبياضة.

## النشئة والتسمية
يرجع أصول هذه السلالة إلى جزيرة سومطرة ومنها جاء اسم دجاج سومطر، ومن ثم تم توريدها إلى الولايات المتحدة ودول أوروبا عام 1847، وكانت لغرض مصارعى الديوك فهي من الأنواع التي تستخدم في المصارعات والمنواشات المعروفة، خاصة في تايلاند وباقي المناطق.
يٌعتبر دجاج سومطرا من دجاج المعارض، في عام 1883 تم إدخال النوع الأصلي الأسمر اللون بالمواصفات القياسية إلى الولايات المتحدة.

## مميزات
1. تتميز باللون الأسود مع الأسود المخضر، ولمعان في جميع أنحاء الجسم والذيل كذلك، في حين يبقى الأسود هو الأكثر شيوعا.
2. ياتي منها ألوان أخرى على غرار الأزرق والأبيض.
3. الوزن:

| النوع  | الوزن (كلغ) | الوزن (باوند) |
| ------ | ----------- | ------------- |
| الذكور | 1.8 إلى 2.3 | 4 إلى 5       |
| الأنثى | 1.3 إلى 1.8 | -             |

1. متوسط وضع البيض حوالي 100 بيضة في السنة.
2. تتميز الذكور من هذه السلالة بالشراسة وفرض السيطرة على مجموعة من الإناث في منطقة معينة تفرض سيطرتها عليها، وتضطر إلى المنواشات، حيث تصل إلى حد القتال في بعض الأحيان.
3. تعد من الأنواع العدائية جدا، لذلك كانت تستخدم في مصارعة الديوك.